# Basiswet van Israël
Een basiswet van Israël is een quasi-constitutionele basiswet die in de toekomst een gedeelte van de Israëlische grondwet uit zou moeten gaan maken. Zo'n basiswet is moeilijker te herroepen dan reguliere wetten.
Tot het hoofdstukgewijs aannemen van een grondwet is in de provisionele raad van 1949 (later de Eerste Knesset) besloten. Alhoewel de meeste geplande basiswetten af zijn, heeft Israël echter nog steeds geen grondwet. Sinds 19 juli 2018 heeft Israël 14 basiswetten.

## Natiestaatwet
De laatste aangenomen basiswet is de Natiestaatwet die de staat Israël omschrijft als een staat waarin alleen het joodse volk recht op nationale zelfbeschikking heeft, die open staat voor "joodse vestiging" en waarin het Arabisch niet langer een officiële taal is. De wet besteedt geen aandacht aan het Palestijns-Arabische deel van de bevolking. De controversiële wet werd na een fel debat in de Knesset met 62 voorstemmen, 55 tegenstemmen en 2 onthoudingen, aangenomen en leidde tot protest bij de Palestijnse bevolking, waaronder moslims, druzen en christenen. De Palestijnse Autoriteit en Arabische burgers van Israël hekelden de wet als racistisch. Als niet-joden vinden zij dat deze wet vastlegt wat zij sinds de stichting van de staat Israël in 1948 ervaren, namelijk tweederangs burgers te zijn. Honderden vooraanstaande en bekende Joden bekritiseerden de wet ("Schaf deze zonde af.") en protesteerden er tegen, evenals voormalig Israëlisch president Reuven Rivlin ("De Natiestaat-wet is slecht voor Israël en slecht voor de Joden"), de beroemde pianist-dirigent Daniel Barenboim ("Deze racistische nieuwe wet doet me schamen Israëliër te zijn."), maar ook Frederica Mogherini van de Europese Unie en diverse presidenten en mensenrechtenorganisaties. 
In weerwil van het grote aantal voor het Hof aangedragen petities oordeelde het Israëlisch Hooggerechtshof  op 8 juli 2021 dat de Natiestaat-wet constitutioneel was en niet discriminerend. Tien van de elf rechters was deze mening toegedaan terwijl een Arabisch-Israëlische rechter oordeelde dat de wet racistisch en anti-democratisch was. Volgens de president van het gerechtshof, Esther Hayut, is deze wet niet in strijd met het democratisch karakter van de staat Israël en moet zij uitgelegd worden in samenhang met de andere basiswetten. Volgens haar wil"het recht van, en inzet voor, Joodse vestiging in het land" niet zeggen dat niet-Joodse inwoners gediscrimineerd en uitgesloten worden waar het gaat om land in staatseigendom ("State Land").

## Lijst van basiswetten
Een opsomming van de basiswetten tot en met 2018
| Jaar van aanname         | Basiswet                           | Omschrijving |
| ------------------------ | ---------------------------------- | --- |
| 1958; bijgewerkt in 1987 | de Knesset                         | Wetgevende functies van het parlement van de staat. |
| 1960                     | Israëlisch grondgebied             | Zorgt ervoor dat staatsgronden nationaal eigendom blijven. |
| 1964                     | De president                       | Behandelt status, verkiezing, kwalificaties, bevoegdheden en procedures van het werk van de president van de staat Israel. |
| 1968                     | De overheid                        | (Vervangen door de wet van 1992 en vervolgens hersteld, met wijzigingen, door de wet van 2001) |
| 1975                     | De economie van de staat           | Regelt betalingen door en aan de staat. Bevoegdheid om valuta uit te geven. |
| 1976                     | Het leger                          | Handhaaft de grondwettelijke en wettelijke basis voor de operatie van het Israëlische leger . Maakt strijdkrachten ondergeschikt aan de regering, handelt over dienstplicht en stelt dat er geen strijdkrachten buiten het leger mogen worden opgericht of in stand gehouden. |
| 1980                     | Wet van Jeruzalem                  | Vestigt de status van Jeruzalem als de hoofdstad van Israël; verzekert de integriteit en eenheid van Jeruzalem; behandelt heilige plaatsen; stelt de rechten van leden van alle religies veilig; geeft speciale voorkeur met betrekking tot ontwikkeling. |
| 1984                     | De rechterlijke macht              | Behandelt gezag, instellingen, beginsel van onafhankelijkheid, openheid, benoeming, kwalificaties en bevoegdheden van de rechterlijke macht. |
| 1988                     | De toezichthouder op de staat      | Behandelt de bevoegdheden, taken en plichten van de toezichthouder op overheidsinstanties, ministeries, instellingen, autoriteiten, personen en instanties die namens de staat opereren. |
| 1992                     | Menselijke waardigheid en vrijheid | Verklaart dat de fundamentele mensenrechten in Israël gebaseerd zijn op de erkenning van de waarde van de mens, de heiligheid van zijn leven en het feit dat hij vrij is. Definieert menselijke vrijheid als het recht om het land te verlaten en binnen te komen. Definieert privacy (inclusief spraak, geschriften en notities), intimiteit en bescherming tegen onwettige onderzoekingen van iemands persoon of eigendom. Elke schending van dit recht zal geschieden "door een wet die past bij de waarden van de staat Israël, uitgevaardigd voor een goed doel, en in een mate die niet groter is dan vereist". |
| 1994                     | vrijheid van beroep                | Garandeert het "recht van elke Israëlische staatsburger of ingezetene om deel te nemen aan werk, beroep of handel". Elke schending van dit recht zal geschieden "door een wet die past bij de waarden van de staat Israël, uitgevaardigd voor een goed doel, en in een mate die niet groter is dan vereist". |
| 2001                     | De overheid                        | Overrulet de basiswet uit 1992 en herstelt het systeem uit 1968 met enkele wijzigingen. |
| 2014                     | Referendum                         | Stelt vast dat als de Israëlische regering een besluit aanneemt of een overeenkomst ondertekent waarin wordt bepaald dat de wetten, jurisdictie en administratieve autoriteit van de staat Israël niet langer van toepassing zijn op een bepaald geografisch gebied, een dergelijke overeenkomst of besluit moet worden aangenomen via een door een verdrag goedgekeurd verdrag door 80 leden van de Knesset, of door een absolute meerderheid van stemmen in een referendum. Dit betekent dat Israëlisch soeverein grondgebied (Oost-Jeruzalem, Golanhoogten en elk land binnen de wapenstilstandslijnen van 1949), volgens de Israëlische wet, alleen kan worden afgestaan via een verdrag dat is goedgekeurd door meer dan 80 parlementsleden, in welk geval een referendum niet nodig is, of voordat een verdrag geldig is, moet het worden goedgekeurd met een absolute meerderheid van stemmen in een referendum. |
| 2018                     | Natiestaat                         | Definieert Israël als de natiestaat van het Joodse volk. De natiestaatwet stelt ook dat het Joodse volk de unieke aanspraak heeft op nationale zelfbeschikking in de staat Israël, definieert Hebreeuws als de officiële taal van de staat en geeft het Arabisch een speciale status in de staat. Het definieert bovendien de nationale symbolen, feestdagen en kalender van de staat. |